# Maura (stolica tytularna)

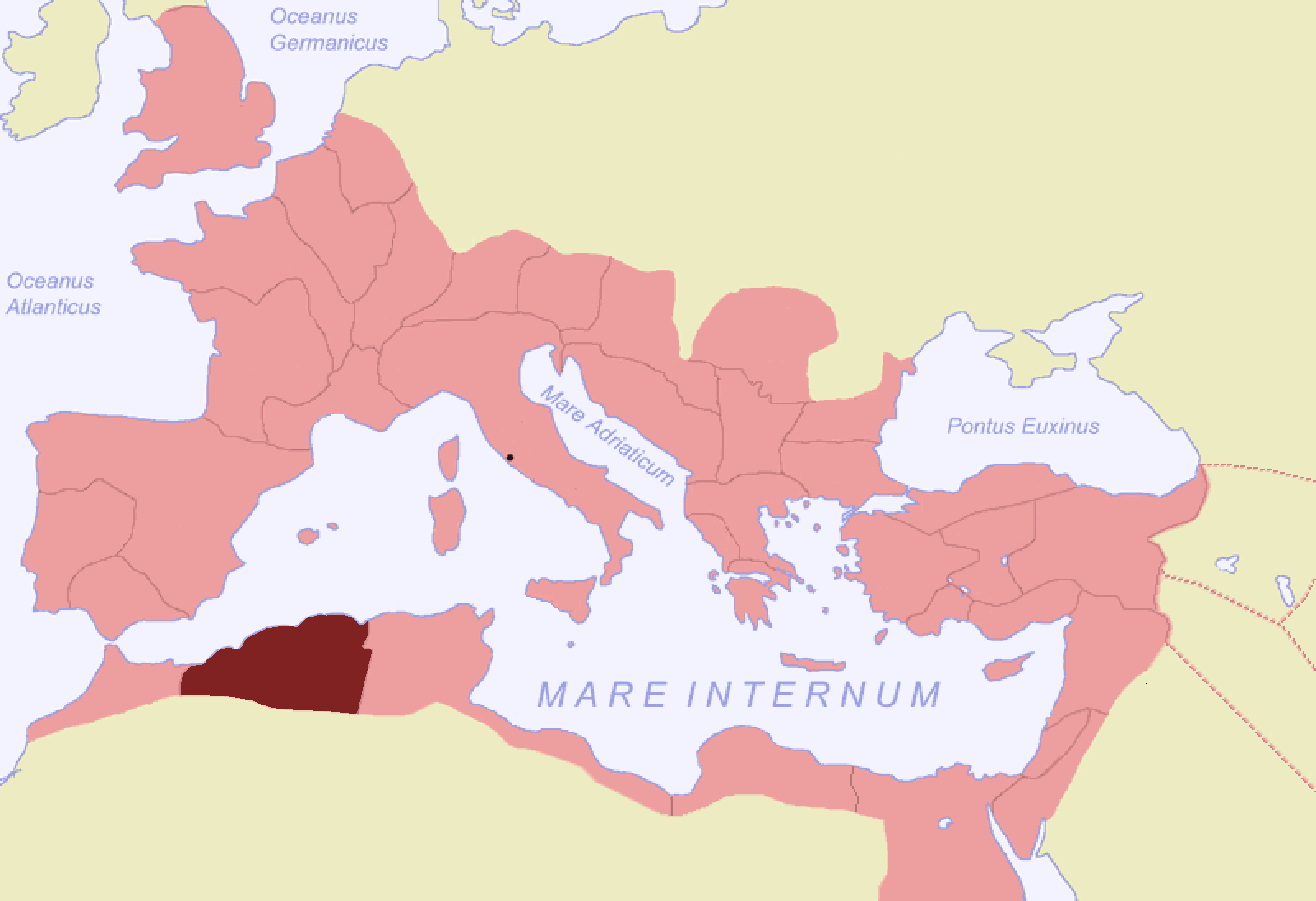
Prowincja rzymska Mauretania Cezarensis

Maura (łac. Diocesis Maurensis) – stolica historycznej diecezji we Cesarstwie rzymskim w prowincji Mauretania Cezarensis, zlikwidowana w VII w. podczas ekspansji islamskiej, współcześnie w północnej Algierii. Obecnie katolickie biskupstwo tytularne.

## Biskupi tytularni
| Lp. | Biskup                      | Funkcja                                     | Od                   | Do               |
| --- | --------------------------- | ------------------------------------------- | -------------------- | ---------------- |
| 1   | Carlos Duarte Costa         | –                                           | 22 września 1937     | 2 lipca 1945     |
| 2   | Cipriano Biyehima Kihangire | biskup pomocniczy Gulu (Uganda)             | 12 listopada 1962    | 9 sierpnia 1965  |
| 3   | Langton Douglas Fox         | biskup pomocniczy Menevii (Wielka Brytania) | 18 października 1965 | 16 czerwca 1972  |
| 4   | Cesare Zacchi               | nuncjusz apostolski                         | 24 maja 1974         | 24 sierpnia 1991 |
| 5   | Enzo Dieci                  | biskup pomocniczy Rzymu (Włochy)            | 7 kwietnia 1992      |                  |